# Polygala senega
Polygala senega är en jungfrulinsväxt som beskrevs av Carl von Linné. Polygala senega ingår i jungfrulinssläktet, och familjen jungfrulinsväxter. Inga underarter finns listade i Catalogue of Life.
Extrakt från växten används i hostmedicin.

## Bildgalleri

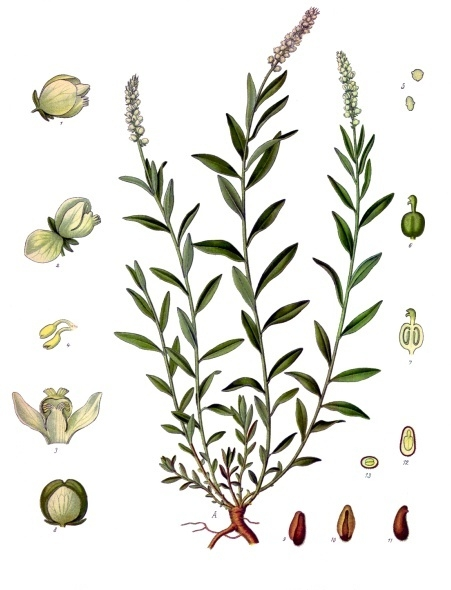